# Alt Ruppin
Alt Ruppin (pol. Rypin Stary) – dawne miasto, obecnie dzielnica miasta Neuruppin we wschodnich Niemczech, w kraju związkowym Brandenburgia, w powiecie Ostprignitz-Ruppin.
Od 1840 do 1993 roku Alt Ruppin był samodzielnym miastem. 6 grudnia 1993 włączono do Neuruppin